# Menophra aestivalis
Menophra aestivalis là một loài bướm đêm trong họ Geometridae.